# Centre d'Estudis Pastorals
El Centre d'Estudis Pastorals (CEP) és una entitat de l'Església catòlica al servei de totes les diòcesis catalanes, amb la finalitat de promoure l'estudi, la investigació i la formació en l'àmbit de la pastoral i de preparar-hi capellans diocesans, religiosos i laics. Fou fundat a Barcelona l'any 1968.

## Orígens
Els orígens del CEP s'han de situar en el context eclesial del moment: pocs anys de la celebració del Concili Vaticà II, i del Concili Provincial Tarraconense. La gènesi de la seva creació sorgeix a la diòcesi de Barcelona al si de la recent creada “Vicaria de pastoral de vida i ministeri dels preveres”, i el nomenament com a responsable de Mn. Joan Batlles i Alerm l'any 1967. En el programa d'actuació de la Vicaria constava la creació d'una institució d'estudis i formació que donés resposta a les creixents necessitats que sobre la temàtica de la “pastoral” s'explicitaven des de diversos sectors de preveres i laics de les diferents diòcesis. L'abril de 1968 es va crear una comissió gestora a la diòcesi de Barcelona que va concloure:
- La necessitat d'un institut de pastoral,
- Havia d'estar coordinat amb les facultats de Teologia, i
- L'Institut havia de ser interdiocesà, amb participació activa de totes les diòcesis catalanes.[3][4]

La idea i les gestions van tenir èxit, i poc després es creava una nova comissió gestora interdiocesana de vuit membres (vuit barcelonins i sis representants de les altres diòcesis). Els noms de la primera comissió gestora foren: Joan Batlles i Alerm, Josep Bigordà, Josep Boix i Selva (director de l'Institut Catòlic d'Estudis Socials de Barcelona ICESB), Francesc Martínez Montfort, Josep Maria Rovira Belloso, Pere Tena (degà de la Facultat de Teologia, Secció Sant Pacià) i Ramon Torrella (president de la Facultat de Teologia). Els representants dels altres bisbats, nomenats pels seus prelats, eren: Ferran Solé (Tarragona), Emili Montal (Girona), Joan Esquerda (Lleida), Josep Reig (Urgell), Josep Rota (Solsona) i Felip Font (Vic). El centre s'inaugura l'any 1968 inicialment als locals de l'ICESB per passar després a disposar dels seus propis locals a la tercera planta del c/ Rivadeneira.

## Trajectòria
El CEP ha fet una tasca important de formació, d'estudis i de divulgació en els seus més quaranta anys d'activitat. S'ha anat guanyant un reconegut prestigi al si de la comunitat catòlica catalana per exemple l'any 1977 estava entre les entitats, organitzacions i moviments cristians més reconeguts per la comunitat cristiana catalana segons una enquesta de 1977. El 1992 va tenir un paper primordial en la preparació dels estudis de base de les ponències del Concili Provincial Tarraconense (sacerdoci, litúrgia, Església i món, religiosos i religioses, la missió i les missions, els laics a l'Església i al món, ecumenisme, la consciència moral, revelació i Bíblia, l'Església: comunió i corresponsabilitat, i les estructures de l'Església catòlica a Catalunya.
Amb tot, el 1993 el CEP no va escapar-se a la situació de crisi general produïda a la Diòcesi de Barcelona per la posició autoritària de l'arquebisbe de Barcelona Ricard Maria Carles qui, amb una desconfiança total vers la majoria de capdavanters de molts moviments dinamitzadors d'apostolat (a qui considerava massa avançats) els va anar reemplaçant per persones de la seva confiança, i va tancar institucions o centres de formació com lICESB, lEscola d'Assistents Socials, etc. Entre ells, el Centre d'Estudis Pastorals del qual va destituir el seu director Joan Batlles i Alerm i l'equip directiu d'orientació progressista.
Es calcula en els primers 40 anys hauran passat pels cursos i sessions uns cinc mil preveres, religiosos i laics i han impartit cursos més de 250 professors. Han estat molt nombrosos els membres de la direcció representants de les diferents diòcesis que han passat per aquest Centre.

## Cursos i estudis
Els seus inicis van ser marcats, com s'ha comentat, per l'etapa immediatament postconciliar. Els cursos bàsics de pastoral, els bíblics, els departaments i les diverses activitats van tenir una forta incidència en el reciclatge dels clergues de Catalunya. Al llarg dels anys s'ha mantingut aquest conjunt d'activitats tot ajustant-les les noves demandes. Els darrers anys el «Curs Bàsic de Pastoral» i moltes de les activitats del CEP es realitzen a Arxiprestats i caps de comarca dels deu bisbats.
Actualment el Centre en el que és l'etapa del post Concili Provincial Tarraconense i complementàriament amb les noves institucions al servei de la pastoral, posa el seu accent en el que en podem dir la reflexió pastoral aplicada, tot mantenint i ampliant les ofertes obertes, tots els agents de la pastoral, especialment al laïcat. Els departaments s'han anat ampliant el nombre i finalitats: a més dels de pastoral Urbana, Joventut, i Rural, se n'han creat de nous com ara Bíblia, Sociologia i Pastoral Aplicada, tots ells amb la doble finalitat de l'estudi i la recerca juntament amb l'oferta de materials i orientacions pràctiques.

## Estructura organitzativa
El 1975 fou erigit canònicament com a institut eclesiàstic no col·legiat amb una estructura interdiocesana. El consell de direcció és integrat per un bisbe delegat de la Conferència Episcopal Tarraconense, càrrec que detingué pel bisbe de Tarragona, Ramon Torrella fins al 1996, en què fou substituït pel bisbe de Girona Jaume Camprodon; un delegat de cada un dels bisbats catalans, un religiós, una religiosa i altres persones fins a un nombre màxim de quinze. El càrrec de director va recaure, des de la fundació fins al 1993, en la persona de Joan Batlles i Alerm, i posteriorment en Francesc Pardo. El CEP depèn, en el seu govern i orientacions de la Conferència Episcopal Tarraconense que en nomena el Consell de Direcció, format pel: president, càrrec que ocupa actualment el Cardenal-Arquebisbe de Barcelona (Mons. Lluís Martínez i Sistach), els delegats de les deu diòcesis, nomenats pel seu Ordinari i un religiós i una religiosa nomenats per la Unió de Religiosos de Catalunya. La vida del Centre i la marxa quotidiana depenen del Comitè Executiu format pel Director que nomena la CET, el secretari i vuit membres més. Ells mateixos, juntament amb l'adjunt del Director i el Cap de Publicacions formen el Consell de redacció de “Quaderns de Pastoral“ la revista d'estudis del centre.

## Quaderns de Pastoral
Quaderns de pastoral és la revista trimestral del CEP. Fins al març de l'any 2013 s'han editat 229 números. Tot i que en els seus inicis fou una revista independent, estretament vinculada a les inquietuds pastorals i al servei d'aquesta casa, des de fa uns anys n'és la publicació oficial. La temàtica, tractada en els seus ja més de 45 anys d'existència constitueixen una eina imprescindible per a copsar i entendre els debats i les orientacions pastorals de les diferents diòcesis i ambients eclesials de l'Església catòlica catalana.